# Burchard Harbart
Burchard Harbart (auch: Burchhardus Harbardus; * 11. Oktober 1546 in Buchholz; † 18. Februar 1614 in Leipzig) war ein deutscher lutherischer Theologe.

## Leben
Der Sohn des Martin Harbart und dessen Frau Anna, Tochter des Bürgers in Konitz Andreas Michaelis, hatte die Schule seiner Heimatstadt besucht, wo er einen besonderen aufgeweckten Geist nachwies. So stellte man ihn 1564 als Lehrer an der Schule an. Dann schickten ihn seine Eltern nach Danzig, wo er jedoch nur ein halbes Jahr blieb, da die Pest in Danzig grassierte. Zurückgekehrt in die Heimat, starben auch beide Eltern, so dass ihn seine Vormünder 1565 auf die Universität Königsberg schickten. Hier waren David Voit, Matthias Stoius und Peter Sickius  (1530–1588) seine Lehrer.
1566 wechselte er, mit einem Stipendium des Rates der Stadt Konitz ausgestattet, an die Universität Leipzig, wo er die Vorlesungen von Heinrich Salmuth, Victorius Strigel (1524–1569), Joachim Camerarius der Ältere, Wolfgang Meurer, Leonhard Lycius (auch Wolf; um 1500–1570) und Valentin Taw (1531–1575) besuchte. Angeleitet von diesen Lehrern, wurde er 1567 Baccalaurus und 1570 Magister der Philosophie. Nachdem er weitere theologische Studien in Leipzig absolviert hatte, wurde Harbart 1572 Verwalter der preußischen Stipendien an der Leipziger Hochschule. Er wurde 1575 Kollegiat am kleinen Fürstenkollegium, fand 1578 Aufnahme in die philosophische Fakultät, wurde 1579 deren Dekan und gelangte 1580 an die vierte theologische Professur.
Um die dafür nötigen akademischen Grade zu besitzen, hatte er 1581 das Baccalaurat der Theologie, 1582 das Lizentiat der Theologie und 1588 den Doktorgrad der Theologie erworben. Herbart war als Vertreter der lutherischen Orthodoxie auch in die Auseinandersetzungen zwischen Gnesiolutheranern und Philippisten 1592 beteiligt. Ebenfalls im Jahr 1592 hatte er ein Kanonikat in Meißen übernommen und wurde 1594 Inspektor der kurfürstlichen Stipendien sowie Inspektor der drei kurfürstlichen Fürstenschulen in Grimma, Meißen und Schulpforte. Noch im selben Jahr stieg er in die dritte Professur auf und wurde 1595 Visitator der kurfürstlichen Landesschulen. Herbart hatte sich auch an den organisatorischen Aufgaben der Leipziger Hochschule beteiligt. So war er mehrfach Dekan der theologischen Fakultät und im Wintersemester 1590 sowie 1602 Rektor der Alma Mater.
Burchard Harbart wurde am 23. Februar in Leipzig begraben.

## Familie
Harbart war 1584 mit Concordia († 1596), Tochter des Doktors der Rechte und Assessors am Schöpenstuhl Andreas Funcke, verheiratet. Aus der Ehe sind zwei Söhne und zwei Töchter hervorgegangen. Einzig die Tochter Charitas Herbart überlebte den Vater. Sie heiratete Wolff Heinrich Preuser auf Dorneberg, Alten und Blesen.

## Werke (Auswahl)
- Doctrina de conjugio extra ordinem quaestionum methodi simplicis digesta. Wittenberg 1590
- Theses breviter complectentes, doctrinam trium librorum Aristotelis, de anima. Leipzig 1580
- Theses De Coena Domini. Leipzig 1582
- Theses, doctrinam de ministerio, seu ordine ecclesiastico, methodica explicatione tractantes. Leipzig 1589
- Capita doctrinae de confessione verae fidei. Leipzig 1599
- Theses, doctrinam de synodis methodica tractatione complectentes. Leipzig 1599
- Theses de Schmalcaldicae Confessionis articelis, de collegiis Canonicorum et Monachorum et de Papa ejusdem que, quem sibi tributi, primatu. Leipzig 1609
- Tertiae partis Articvlorvm Smalcaldicorvm locus primus, in quo agitur de peccato certis capitibus vt de illo Christo auxiliante placida sententiarum collatio. Leipzig 1610
- Capita de lege divina. Leipzig 1611
- De Magistratu politico.